# Тавхелидзе, Альберт Никифорович
Альбе́рт Ники́форович Тавхели́дзе (груз. ალბერტ ნიკიფორეს ძე თავხელიძე; 16 декабря 1930, Тифлис — 27 февраля 2010, Москва) — советский и грузинский физик, академик АН СССР (1990), президент Академии наук Грузии (1986—2005).

## Биография
Альберт Никифорович Тавхелидзе родился 16 декабря 1930 года в Тифлисе в семье с богатыми традициями, очень музыкальной, почитавшей людей с высоким уровнем культуры и образования. Брат Альберта был зятем учёного-математика И. Н. Векуа, в 1954—1959 годах — заместителя директора Математического института им. В. А. Стеклова АН СССР, избранного в 1946 году членом-корреспондентом, а в 1958 году — академиком АН СССР.
В 1948 году Альберт окончил 8-ю мужскую среднюю школу Тбилиси.
В 1953 году окончил физический факультет Тбилисского государственного университета по специальности «теоретическая физика». В 1956 году под научным руководством академика Н. Н. Боголюбова окончил аспирантуру Математического института им. В. А. Стеклова АН СССР и там же защитил кандидатскую диссертацию на тему: «Фоторождение π-мезонов на нуклонах».
С 1956 года — в Объединённом институте ядерных исследований (ОИЯИ, Дубна): научный сотрудник, заведующий отделом теории элементарных частиц, заместитель директора Лаборатории теоретической физики (ЛТФ ОИЯИ).
В 1963 году защитил докторскую диссертацию на тему «Квазипотенциальный подход в квантовой теории поля».
В 1965—1970 годах — заведующий сектором теоретической физики Института физики высоких энергий (ИФВЭ, Протвино).
В 1967—1971 годах — заведующий отделом физики элементарных частиц Института теоретической физики Академии Наук Украины, ныне носящий имя Н. Н. Боголюбова (ИТФ НАН Украины, Киев). Ключевая роль в создании этого института принадлежит академику Н. Н. Боголюбову.
В 1967 году избран членом-корреспондентом Академии наук Грузии.
Основатель и первый директор (1970—1986 годы) Института ядерных исследований Академии наук СССР, ныне Институт ядерных исследований РАН (ИЯИ РАН, Москва). До своей кончины — заведующий отделом теоретической физики ИЯИ РАН. С 1992 года — член Учёного совета ОИЯИ, входит в состав редколлегии журнала «Физика элементарных частиц и атомного ядра».
В 1971 году в Тбилисском математическом институте им. А. М. Размадзе Тавхелидзе открыл отдел теоретической физики, который он возглавлял с 1971 по 2005 год.
В 1974 году избран действительным членом Академии наук Грузии.
В 1977—1994 годах — научный руководитель созданного по его инициативе Института физики высоких энергий Тбилисского государственного университета им. И. А. Джавахишвили. В 1994—2005 годы — директор этого института.
В 1986—2005 годах — президент Академии наук Грузии.
В 1995—2005 годах — организатор и председатель Совета информатизации АН Грузии и высшего образования Грузии. За этот период Академия наук была оснащена компьютерами, был открыт доступ к Интернету и создана база обеспечения сетевыми, вычислительными и информационными ресурсами.
В 1991—2005 годах — руководитель группы Пагуошского движения в Грузии, директор Грузинского отделения Всемирной федерации учёных.
В 1976—1990 годах — профессор кафедры квантовой статистики физического факультета Московского государственного университета им. М. В. Ломоносова. В 2008 году решением Учёного совета МГУ А. Н. Тавхелидзе возглавил кафедру «Физика частиц и космология», организованную по его идее на физическом факультете МГУ.
В 1984 году избран членом-корреспондентом Академии наук СССР.
В 1986—2005 годах — профессор Тбилисского государственного университета им. И. А. Джавахишвили.
С 1986 года — председатель Научного совета по проблеме «Радиационная физика твёрдого тела» Отделения общей физики и астрономии РАН.
В период с 1969 по 1991 год — заместитель главного редактора журнала Академии наук СССР «Теоретическая и математическая физика», в создании которого Н. Н. Боголюбову принадлежит ведущая роль. Являлся главным редактором журнала «Сообщения АН Грузии».
Являлся иностранным членом нескольких Академий наук (с 2003 года — иностранный член НАН РА). С 1995 по 2005 годах — вице-президент Международной ассоциации академий наук (МААН).
В 1967—1990 годах — член секции Высшей аттестационной комиссии, в 1974—1990 годах — член секции Комитета по Ленинским и Государственным премиям при Совете Министров СССР. В течение нескольких лет возглавлял комитет по Государственным премиям в области науки и техники при Президенте Грузии.
Организатор ряда крупных международных конференций, семинаров и школ для молодых учёных. Как заместитель председателя оргкомитета он активно участвовал в организации и работе Рочестерских конференций по физике высоких энергий в Дубне (1964 г.), Киеве (1970 г.) и Тбилиси (1976 г.). Являлся организатором международной конференции «Кварки», которая с 1980 года регулярно проводится при активной поддержке дирекции ИЯИ РАН.
В 1987—1990 годах — депутат Верховного Совета Грузинской ССР 11 созыва и член Президиума Верховного Совета Грузинской ССР.
Народный депутат СССР (1989—1991).
В 1990 году избран действительным членом (академиком) Академии наук СССР (с 1991 года — Российской академии наук).
Скончался 27 февраля 2010 года. Похоронен на Троекуровском кладбище Москвы.

## Научная деятельность
Область научных интересов: квантовая теория поля, создание и развитие динамической кварковой модели элементарных частиц квантовой хромодинамики, теории автомодельных (масштабно-инвариантных) асимптотик в глубоконеупругих процессах, исследования свойств основного состояния в калибровочных теориях и природы фундаментальных законов сохранения в физике элементарных частиц.
Обобщая метод дисперсионных соотношений (ДС) Н. Н. Боголюбова для неупругих процессов и процессов с переменным числом частиц в квантовой теории поля (КТП), совместно с А. А. Логуновым впервые получил ДС для амплитуд фоторождения π-мезонов на нуклонах.
Предложил (совм. с А. А. Логуновым) трёхмерную формулировку квантовой теории поля, в рамках которой для описания системы двух взаимодействующих частиц получены релятивистские трёхмерные квазипотенциальные уравнения, известные в литературе как уравнения Логунова — Тавхелидзе. Эти уравнения, наряду с другими аналогичными методами, применялись для вычисления сверхтонких поправок к энергии атома водорода, энергии связанных состояний кварков и т. п.
Получил (совместно с А. А. Логуновым и Л. Д. Соловьёвым) конечно-энергетические (КЭ) правила сумм для амплитуды мезон-нуклонного рассеяния и на их основе установил свойство глобальной дуальности — интегральные соотношения между резонансной частью амплитуды рассеяния и реджевскими параметрами. Свойства глобальной и локальной (Венециано) дуальности послужили основой для формулировки струнной модели адронов.
Одним из первых (совместно с Б. А. Арбузовым и Р. Н. Фаустовым) установил возможность возникновения массы фермионов за счёт спонтанного нарушения симметрии в двумерной модели КТП.
Независимо от Намбу и Хана выдвинул (1965, совместно с Н. Н. Боголюбовым и Б. В. Струминским) гипотезу о наличии у кварков нового квантового числа, названного впоследствии «цветом», играющего ключевую роль в квантовой хромодинамике. В рамках модели квазинезависимых кварков были получены зарегистрированные в 1987 году в качестве открытия формулы кваркового счёта Матвеева — Мурадяна — Тавхелидзе, согласно которым при больших энергиях и передачах импульса имеет место степенное поведение по большому импульсу амплитуды упругого рассеяния и форм-факторов адронов. Динамическая кварковая модель адронов легла в основу поисков релятивистского обобщения SU(6)-симметрии элементарных частиц и привела к формулировке релятивистски-ковариантных уравнений для связанных систем частиц в квантовой теории поля (совместно с В. Г. Кадышевским, P. M. Мурадяном, Нгуен Ван Хьеу, И. Т. Тодоровым, Р. Н. Фаустовым). В 1987 году в Государственном реестре открытий СССР было зарегистрировано открытие «Правило кваркового счёта Матвеева — Мурадяна — Тавхелидзе».
Выдвинул (совместно с В. А. Матвеевым и P. M. Мурадяном) принцип автомодельности в физике высоких энергий (1969) и на его основе развил единый подход к описанию явлений масштабно-инвариантного поведения различных процессов глубоконеупругого взаимодействия лептонов с адронами.
В рамках локальной квантовой теории поля дал (1972, совм. с Н. Н. Боголюбовым и B. C. Владимировым) строгое обоснование существования автомодельных (масштабно-инвариантных) асимптотик глубоконеупругих процессов и установил точную взаимосвязь структурных функций этих процессов с поведением коммутаторов локальных токов в окрестности светового конуса.
Впервые в рамках стандартной теории электрослабых взаимодействий поставлена и решена (совместно с В. А. Матвеевым, В. А. Рубаковым, В. Ф. Токаревым, М. Е. Шапошниковым) проблема нестабильности нормальной барионной материи в экстремальных условиях сверхвысоких плотностей. Совместно с Н. В. Красниковым и В. А. Кузьминым в рамках теорий «великого объединения» предложена модель калибровочного взаимодействия со сверхслабым СР-нарушением, позволяющая описать одновременно как эффект СР-нарушения в редких и К-распадах, так и возникновение барионной асимметрии Вселенной.

## Научные труды
Автор более 200 научных публикаций, которые характеризуются высоким индексом цитируемости.
Основные научные труды:
- Кварки и составные модели элементарных частиц (Физика высоких энергий и теория элементарных частиц, 1966);
- Приближение прямолинейных путей в квантовой теории поля (1974);
- Структура основного состояния в калибровочных теориях: двумерная квантовая электродинамика (Теоретико-групповые методы в физике, 1980. Т. 2);
- Мезонная фабрика — новый мощный инструмент исследований (1983).

## Награды и звания
Награждён орденами Трудового Красного Знамени (1971), Октябрьской Революции (1978), орденом Дружбы (1999), грузинским орденом Чести (2000).
- 1973 г. — Государственная премия СССР за цикл работ «Фоторождение π-мезонов на нуклонах».
- 1988 г. — Ленинская премия за цикл работ «Новое квантовое число — цвет и установление динамических закономерностей в кварковой структуре элементарных частиц и атомных ядер».
- 1998 г. — Государственная премия Российской Федерации «За создание Баксанской нейтринной обсерватории и исследования в области нейтринной физики, физики элементарных частиц и космических лучей».
- 2001 г. — Премия Правительства Российской Федерации «За разработку, создание и ввод в научную эксплуатацию сильноточного линейного ускорителя протонов Московской мезонной фабрики».
- В 2000 г. присвоено звание «Почётный доктор Объединённого института ядерных исследований».
- В 2002 г. удостоен премии им. Н. Н. Боголюбова (ОИЯИ).
- В 1996 г. удостоен премии им. Н. Н. Боголюбова Национальной Академии Наук Украины.
- В 2005 г. присвоено звание «Почётный доктор Института теоретической физики им. Н. Н. Боголюбова НАН Украины».
- В знак признания большого вклада в укрепление международного научного сотрудничества в 1998 году А. Н. Тавхелидзе был награждён Золотой медалью «За содействие развитию науки», учреждённой МААН.
- За активное участие в работе Всемирной федерации учёных и в связи с празднованием 2000-летия Рождества Христова Папа Римский Иоанн Павел II в 2000 году вручил А. Н. Тавхелидзе памятный знак.

Почётный гражданин городов Тбилиси, Телави и Багдати (Грузия), Троицк (Россия, Московская область).
Имя А. Н. Тавхелидзе занесено первым в Книгу почёта ИЯИ РАН.

## Семья
Жена — Майа Валерьяновна Меунаргия.
Дочь — Нато.
Сын — Ношреван Тавхелидзе, родился 23 февраля 1967 года, учился на физическом факультете МГУ. В 1991—1996 годах проживал в США, в 1996 году вернулся в Россию, создал музыкальную группу «Blast Unit Moscow», в 2014 году выпустил альбом «Rude» («Нищий»).
Внук — Ника. Окончил факультет государственного управления Московского государственного университета имени М. В. Ломоносова.
Внучка — Майя Тавхелидзе, тележурналистка, телеведущая, автор и ведущая программы «Корпорации Монстров» на телеканале «Россия-24», в 2008 году окончила филологический факультет Московского государственного университета имени М. В. Ломоносова, работала в холдинге «Русское Радио», ведёт авторский блог, рубрику «Мысли в слух», с ноября 2014 года является колумнистом в литературном журнале «Русский пионер». Имеет сына Алеко.